# 黑暗騎士：黎明昇起
是一部於2012年上映的超級英雄電影，由克里斯托弗·诺兰執導，並與他的弟弟強納森·諾蘭共同編劇。故事由諾蘭和大衛·S·高耶所提供。該片為諾蘭所執導的黑暗騎士三部曲中的最後一部作品，且是《蝙蝠俠：開戰時刻》（2005年）及《黑暗騎士》（2008年）的續集。克里斯汀·貝爾、麥克·肯恩、蓋瑞·歐德曼及摩根·費里曼分別於電影中飾演布魯斯·韋恩、阿福·潘尼沃斯、詹姆斯·高登與盧修斯·福克斯。電影還包括塞琳娜·凱爾（安·海瑟薇飾演）和班恩（湯姆·哈迪飾演）。
背景設定於上部《黑暗騎士》的八年後，新敵人班恩的無情虛假革命迫使隱居的布魯斯·韋恩復出成為蝙蝠俠，並從核危機之中拯救高譚市。劇情靈感來源自著名蝙蝠俠漫畫《蝙蝠俠：騎士隕落》、《蝙蝠俠：黑暗騎士歸來》和《蝙蝠俠：無人地帶》。導演克里斯多福·諾蘭最初對電影蝙蝠俠第三部的發展有所猶豫，由於前作《黑暗騎士》獲得的高評價，諾蘭擔心三部曲可能無法超越二部曲的優異表現，但最終同意製作。拍攝地點包含焦特布爾、倫敦、諾丁漢、格拉斯哥、洛杉磯、紐約市、紐華克及匹茲堡。諾蘭使用IMAX 70毫米膠片攝影機拍攝多數場景，包含電影的前六分鐘，以強化畫面的品質。
電影的首映禮於2012年7月16日在紐約市舉行。7月19日在台灣、香港、澳大利亚和新西蘭上映，7月20日於美國及英國發行。該片收穫普遍影評人的肯定，其中許多人將其譽為2012年最佳電影之一，也被認為是有史以來最佳超级英雄電影之一 。如同電影的前作，《蝙蝠侠：黑暗骑士崛起》於全球進帳逾10億美元，使其成為第二部全球票房逾10億美元的蝙蝠俠系列電影作品，同時亦於2012年的全球電影票房中排名第三。电影首映当天，在美国科羅拉多州奧羅拉的一家正放映该片的电影院内发生严重枪击案件，造成12人死亡，58人受傷。

## 劇情
哈維·丹特去世八年後，為紀念他所創立的《丹特法案》幾乎完全根除高譚市所有犯罪活動。從英雄使命隱退的布魯斯·韋恩已獨居在家長達八年，詹姆斯·高登局長決定在韋恩莊園舉行的紀念儀式上宣讀丹特於八年前墮落的真相作為辭呈，但最後仍沒有公開。不法開發商約翰·達格特企圖吞併因布魯斯長期缺席而停滯的韋恩企業，僱用女珠寶大盜瑟琳娜·凱爾溜進莊園盜走布魯斯的指紋；而她同時順走作為其母遺物的珍珠項鏈。但不想留後患的達格特準備卸磨殺驢，瑟琳娜設陷阱引來大批警察後趁亂逃跑。高登追捕嫌犯至下水道，碰巧被長期躲在城市下水道中、與達格特勾結的前影武者聯盟成員班恩抓獲。班恩拿走他的講稿，高登趁機翻身掉進下水道逃生，乃至被年輕巡警約翰·布雷克搭救，高登賞識布雷克的英勇表現而將他升為警探。
孤兒出身的布雷克識破布魯斯是蝙蝠俠，說服布魯斯重新復出參與調查，而阿福則善意提醒生長於“人間煉獄”的班恩不容小窺。而班恩帶人打劫高譚證券交易所，用布魯斯的指紋進行一系列欺詐交易使布魯斯破產。蝙蝠俠重新現身協助逮捕班恩的手下，卻因所有警察反過來圍捕他而使班恩逃跑。布魯斯同時營救企圖打劫達格特卻陷入困境的瑟琳娜，提議她若肯幫忙便會幫她清除犯罪記錄。阿福深感這次的敵人非比尋常，不希望布魯斯持續自尋死路，選擇坦白自己燒毀過瑞秋·道斯死前所寫的願意嫁給丹特的信件，同時決定辭職離開莊園，寄希望布魯斯能改變主意。
隔早才獲知自己破產的布魯斯，與盧修斯·福克斯將韋恩企業權利轉交給董事會新成員米蘭達·泰特，以防止達格特干涉因核安全而停擺多年的潔淨能源項目。吞併計劃落空的達格特剛要對班恩大發雷霆，卻得知班恩另有佈局，意識到自己被利用後被班恩殺害。傾家蕩產的布魯斯陪米蘭達共度一晚並相愛，決定打敗最後的敵人，在瑟琳娜的帶路下進入班恩藏身的下水道。但基於自保的瑟琳娜騙他走入陷阱，讓蝙蝠俠徒手對打身強體壯的班恩，由於體力與身手均不如從前，布魯斯被師出同門的班恩痛打到脊椎脫臼，連位於正上方的應用科學部器械也被班恩掌控。重傷的布魯斯被班恩帶到他成長的一座位於中東的地下監獄關押，監獄正上方可望不可及的出口，讓裡面的囚犯長期痛不欲生。班恩聲言他也會用相同方式來讓高譚市分崩離析、自我毀滅，進而完成忍者大師的遺願。
班恩靠連環爆炸而將城市大部分警察困入下水道，摧毀除一座橋以外的所有通外橋樑，同時炸死體育場觀賽的市長。班恩藉助核物理學家萊納德·帕維之手，將能源計劃的反應器改造成一顆放射性衰變的中子彈後將帕維殺害，造成外界無法介入。他還公開高登寫有哈維·丹特實情的講稿，釋放黑門監獄中所有因丹特法案而受刑的罪犯，使高譚陷入無政府狀態。所有政商名流被沒收財產，還被送至由強納森·克萊恩主持的袋鼠法庭裁決死刑或是流放，而最後結果全是無一倖免。布魯斯花費五個月時間養完傷，將恐懼化為動力而成功逃出生天，暗中回到城市聯合高登、布雷克、福克斯與瑟琳娜，準備將持續劣化的反應器送回反應爐重新穩定。布魯斯炸開下水道釋放警察，指示高登帶領反抗軍繼續追蹤核彈，並指示瑟琳娜騎蝙蝠摩托車炸開通向外界的隧道。
當全體警察與罪犯在街上亂戰時，蝙蝠俠瞄準班恩弱點所在的面罩而奮力將他擊敗，但米蘭達卻突然背後捅刀，揭示自己是忍者大師的“女兒”；本名「塔莉亞」。原為囚犯的班恩曾在監獄中捨身保護過年幼的塔利亞，從而導致臉上的永久傷害，雖然後來被塔莉亞與其父聯手劫獄救出並收納至聯盟中，卻因忍者大師無法承受喪妻之痛而遭驅逐，直到現在被塔莉亞召回、共同完成父親的遺願。高登及時潛入反應器貨車屏蔽信號，見引爆無效的塔莉亞便趕上貨車親自護送。瑟琳娜趕到用摩托炮彈殺死班恩，與駕駛戰機的蝙蝠俠想辦法將貨車逼回反應爐。塔莉亞最終因貨車失控墜入地下道至重傷，但死前聲言她早已設置洪水淹沒反應爐，以不讓他們阻止爆炸。蝙蝠俠與眾人至別，並對高登暗示自己的身份，親自駕駛著自動駕駛系統未完善的戰機，將反應器載往海上爆炸而英勇犧牲。
高譚市成功扳回局勢，其餘傭兵與罪犯全部投降，城市為蝙蝠俠建立雕像以示紀念。按照布魯斯事先留下的遺囑，韋恩莊園改建成以他父母命名的孤兒院，而剩餘財產全部歸阿福名下。福克斯意外發現戰機的自動駕駛系統，其實早已被布魯斯本人修復完成；高登回到警察局頂樓時，發現當初被自己親手摧毀的蝙蝠信號也被修好。阿福回到他每年度假專去的佛羅倫斯的餐廳中，意外發現布魯斯與瑟琳娜成為一對情侶坐在對面，他們分別前互相點頭示好。布雷克辭去警察職務，用法定名「羅賓」拿到布魯斯遺囑交代的包袱，按照指定座標走進藏於瀑布內的蝙蝠洞，正式繼承蝙蝠俠的英雄使命。

## 演員
- 克里斯汀·貝爾 飾演 布魯斯·韋恩／蝙蝠俠（Bruce Wayne / Batman）：著名億萬富翁，八歲時目睹父母被殺，長大後跟影武者聯盟一同受訓，回到都市化身成爲蝙蝠俠維護城市。但維護正義的代價卻是自身被迫背負哈維·丹特謀殺案的黑鍋，從此在自己宅邸隱居八年之久，直到現今因班恩現身作亂而再度崛起。

- 麥克·肯恩 飾演 阿福·潘尼沃斯（Alfred Pennyworth）：服侍韋恩家族多年的老管家，作為布魯斯最重要的精神導師，當管家前曾經在英國特種空勤團服過役，用他多年參戰的經歷為布魯斯出謀劃策。對待布魯斯如同親生兒子，一直以來對他當英雄的選擇保持著反對態度，頂多只是勉強接受而配合他。

- 蓋瑞·歐德曼 飾演 詹姆斯·高登（Commissioner James Gordon）：高譚市警察局的局長，城市少數盡忠職守的正義警察，升為局長後管理警察局八年之久。作為知情哈維·丹特謀殺案的“真相”的人，但同樣為了保住其英雄形象而欺瞞高譚八年，讓他逐漸感到厭世且疲憊不堪。

- 安·海瑟薇 飾演 瑟琳娜·凱爾／貓女（Selina Kyle / Catwoman）：一名俏皮可愛的珠寶大盜，身手如同“貓”一般敏捷，外表及氣質都相當出眾。因爲盜走布魯斯已故母親的珍珠項鍊而引起蝙蝠俠的注意，以一副致命女郎的形象而和蝙蝠俠建立起亦敵亦友的關係。

- 湯姆·哈迪 飾演 班恩（Bane）：一名生長於“人間煉獄”的神秘恐怖份子首領，身強體壯，口戴面罩，自認是「痛苦解放者」（Liberator of Pain）。曾經被忍者大師的影武者聯盟驅逐，如今急切想完成忍者大師的遺願，領導著一群服從他的傭兵，得以完成毀滅高譚的使命。

- 瑪莉詠·柯蒂亞 飾演 米蘭達·泰特／塔莉亞·奥·古（Miranda Tate / Talia al Ghul）：高譚社交名媛，韋恩企業董事會一份子，八年期間設法拉攏布魯斯參與社交活動，陪布魯斯共同投資「潔淨能源計劃」。隨後被布魯斯遞交企業經營權，因此成為韋恩企業總裁；但不為人知的是，她身為忍者大師的女兒塔莉亞。

- 喬伊·金飾演年幼的塔莉亞。

- 喬瑟夫·高登-李維 飾演 約翰·布雷克（John Blake）：一位孤兒出身的年輕巡警，正義感和責任感兼備，身為高登的下屬之一，擁有十足勇氣的他被高登提拔為警探。他跟布魯斯有著一段“同病相憐”的童年經歷，因此很快就識破布魯斯身為蝙蝠俠。他的本名實為「羅賓·約翰·布雷克」（Robin John Blake），作為致敬蝙蝠俠在漫畫原著的跟班「羅賓」。

- 摩根·弗里曼 飾演 盧修斯·福克斯（Lucius Fox）：韋恩企業執行長兼董事會主席，起初受布魯斯協助才得以晉升，知情並隱瞞布魯斯的雙重身份，也是布魯斯的最大協力者兼技術支持，會在第一時間告知韋恩企業新發生的情況。

馬修·莫汀飾演警察局副局長彼得·福利（Peter Foley），待人嘚瑟又愛搶功勞，一直試圖抓捕蝙蝠俠來立功。班·曼德森飾演達格特工業總裁約翰·達格特（John Daggett），身為韋恩企業最大的競爭對手，一直想獨佔韋恩集團而雇用班恩。伯恩·戈曼飾演菲利普·史崔佛（Philip Stryver），達格特的左右手兼工業副總裁。艾隆·艾巴特巴爾飾演萊納德·帕維（Dr. Leonid Pavel），俄羅斯核物理學家，知道如何將聚變能來武器化使用，在電影開頭的中情局撤離行動中遭班恩綁架。朱諾·坦普爾扮演珍（Jen），瑟琳娜的好友及跟班，人物設計參考貓女在漫畫中的養女霍莉·羅賓森。丹尼爾·蘇賈達飾演馬克·瓊斯（Capt. Mark Jones），在高譚佔領時期暗中潛伏進城市協助的特種部隊上尉。克里斯·埃利斯飾演萊利神父（Fr. Reilly），為布雷克長大的孤兒院牧師；布雷特·庫倫飾演布萊昂·吉利（Congressman Byron Gilley），在片頭的哈維·丹特紀念晚宴上被瑟琳娜勾引的美國議員。
希里安·墨菲回歸飾演前兩部中登場強納森·克萊恩／稻草人（Dr. Jonathan Crane / Scarecrow），這次為班恩擔任「罪刑聽證會」審判者。回歸演員包含連恩·尼遜飾演亨利·杜卡／忍者大師（Henri Ducard / Ra's al Ghul），布魯斯的已故師父，是恩師卻也是敵人；而喬希·潘斯飾演年輕的忍者大師。而克里斯多福·諾蘭的叔叔約翰·諾蘭回歸飾演道格拉斯·佛德瑞克（Douglas Fredericks），韋恩企業董事會成員。內斯特·卡博內爾回歸飾演高譚市市長安東尼·加史亞（Mayor Anthony Garcia），埃丹·吉倫扮演比爾·威爾森（Bill Wilson），在電影開頭協助帕維博士撤離的“自稱”是中情局派來的探員。喬許·史都華飾演巴薩德（Barsad），班恩的左右手及傭兵總指揮；克里斯多福·賈奇飾演班恩身邊的傭兵之一。雷吉·李飾演高譚市警察羅斯（Ross），布雷克的搭檔。諾爾·古格利亞米飾演一名黑門監獄囚犯，被班恩釋放後擔任流放富人的驅逐者。威廉·德凡飾演美國總統，而上一部中飾演瑞秋·道斯和哈維·丹特的瑪姬·葛倫霍和亞倫·艾克哈特，兩人在電影中僅以照片形式客串。
而足球隊匹茲堡鋼人的幾名隊員則在本片客串虛構的高譚足球隊，而隊伍前任教練比爾·柯爾亨也一同客串高譚球隊教練。

## 製作

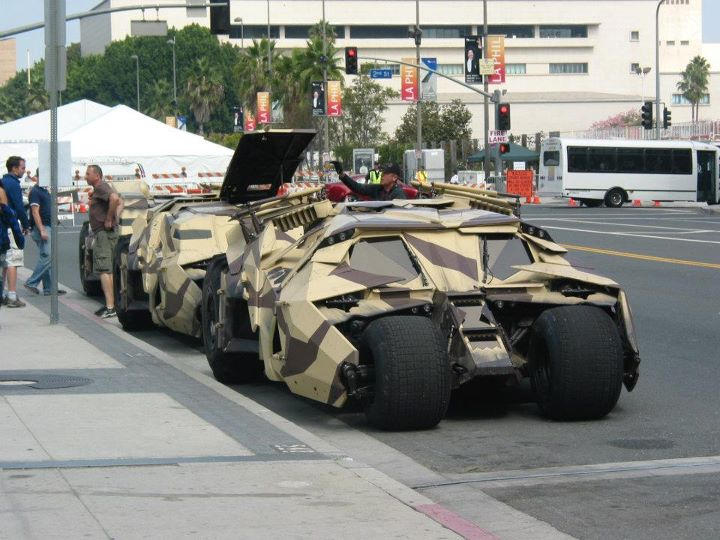
迷彩蝙蝠車。

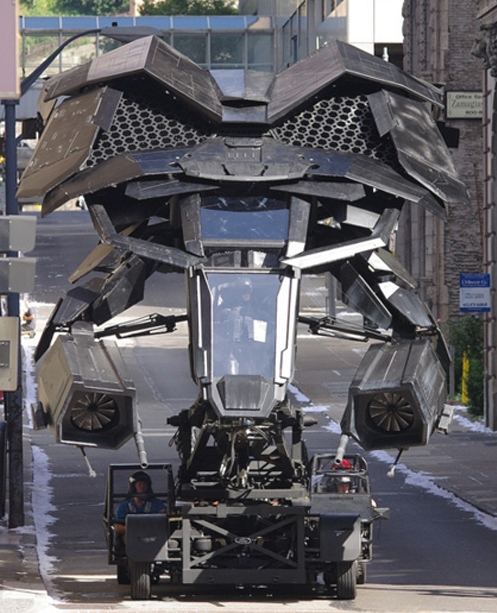
蝙蝠俠的飛行器「蝙蝠戰機(The Bat)」在匹兹堡拍攝時出現。

影片于2011年夏天在美国东海岸宾夕法尼亚州的匹兹堡开机。届时，男主角克里斯蒂安·贝尔也已完成《金陵十三钗》的拍摄，与诺兰正式重聚。
克里斯托弗·诺兰对外景地能在选在匹兹堡非常满意：「这是一座非常美丽的城市，它为电影中所要展现的视觉元素，提供了最充足的保证。」匹兹堡是宾夕法尼亚州的第二大城市，在阿勒格尼河、莫农加希拉河与俄亥俄河的交汇处，乃美国最大的内河港口之一，匹兹堡是美国著名的工业城市，有「世界钢铁之都」之称。因此影片势必将呈现出更为坚硬和黑暗的风格。
《蝙蝠侠：黑暗骑士崛起》中有三位新演员来自《全面啟動》（同樣由克里斯托弗·诺兰執導）——汤姆·哈迪、瑪莉詠·柯蒂亞和喬瑟夫·高登-李維。哈迪将扮演「毁灭者」班恩，歌迪亚扮演女主角之一，莱维特则飾演被高登局長欣賞的新人警探。此外，当红女星安妮·海瑟薇「猫女」，英国女演员朱諾·坦普尔扮演一个街头流浪女。曾在前两部中出现的加里·奥德曼、迈克尔·凯恩都将回歸剧组。
此前有报道称华纳公司向诺兰施压，有意将影片拍摄成3D形式。但是，作为一名公开反对3D的名导演，诺兰这一次守住了自己的底线。《蝙蝠侠：黑暗骑士崛起》非但不会拍成3D版，而且也不会进行后期的转制。同时，诺兰还会在影片中保持自己近年来的一贯作风，运用IMAX摄影机进行拍摄。　
诺兰在采访中提到，希望《蝙蝠侠：黑暗骑士崛起》“延续《黑暗骑士》的质感和风格”，特别是在“超大的视觉感受”方面。这是放弃3D，选择IMAX的主要原因。其次，目前的3D格式相对于传统格式来说显得比较暗淡，这也会影响观看效果。　
而诺兰的御用摄影师瓦雷·菲斯特也不是一个3D爱好者，这二人的联手使得诺兰的动作片别具一格。诺兰还透露：“这一次我们想要尝试些从未使用过的技术……我们的野心是制作一部非凡的电影。”

## 三部曲终结
制片人艾玛·托马斯（诺兰的妻子）接受媒体采访时表示：“绝对不可能拍摄第四部，无法想象如果继续往后拍摄的话会是什么样子...三部曲的优势是能让你感觉到整个故事的起承转合，如果有第四部，整个故事格局就会被打乱”。
2012年7月8日，《黑暗騎士：黎明昇起》剧组在好莱坞举行了全球记者会。编剧乔纳森·诺兰在谈及“三部曲终结”时说：“《蝙蝠侠》漫画连载了70余年，连载漫画要求故事不断的讲下去，而我们希望《蝙蝠俠：開戰時刻》、《黑暗騎士》、《黑暗騎士：黎明昇起》这三部曲是一个完整的故事，所以第三部必须为整个故事画上一个完美的句号。”
导演克里斯托弗·诺兰表示：“对于我们来说，《蝙蝠侠：黑暗骑士崛起》意味着这个故事结束。我在《蝙蝠侠》上花了快十年时间，这是我人生中最重要的时期，也是一段奇妙的旅程，现在是这个旅程结束的时候了。离开《蝙蝠侠》系列让我有些伤感，当然可能我还会与这些剧组成员在其他电影一起合作，但对于《蝙蝠侠》系列，到了说再见的时候了。”

## 市場推廣

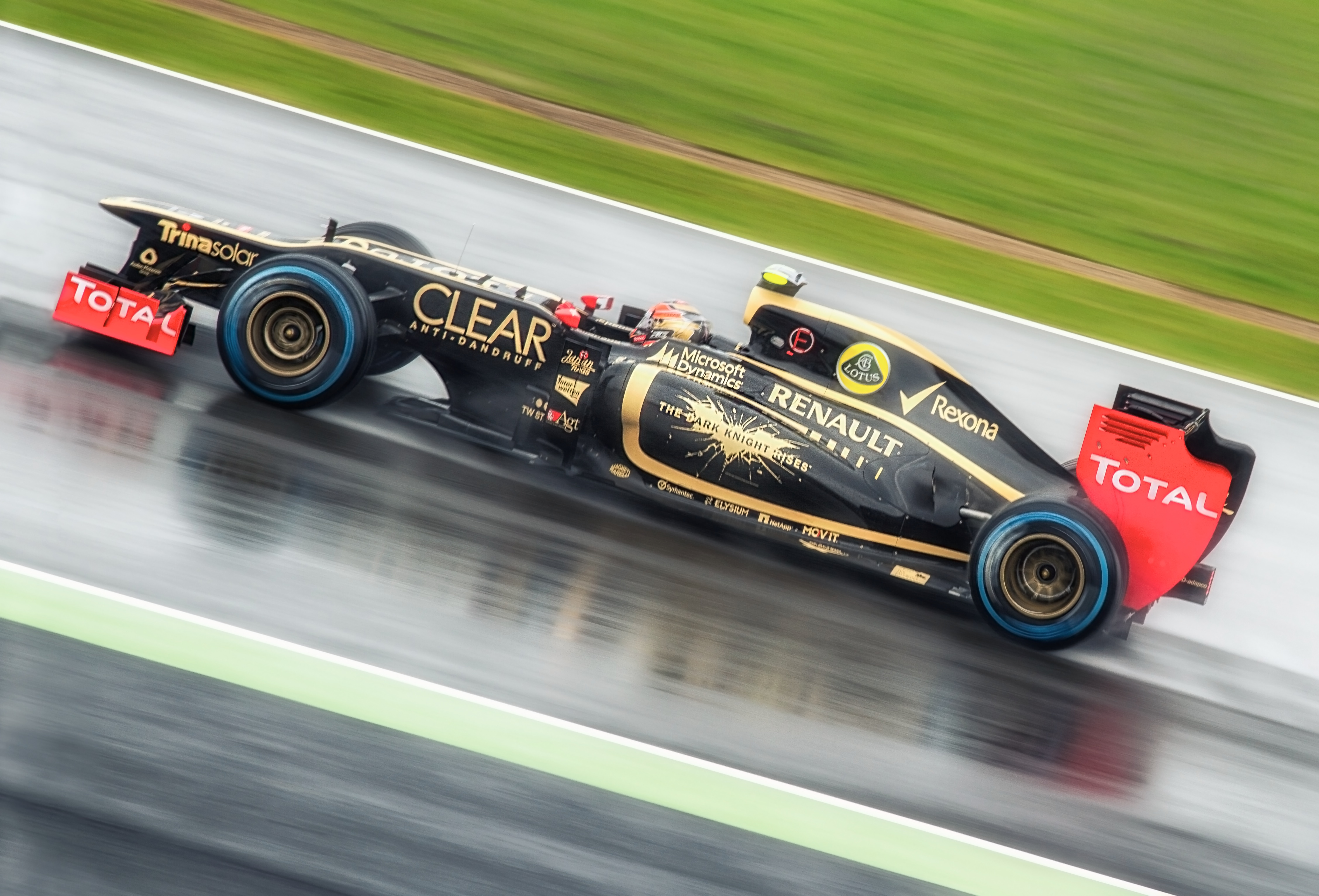
蓮花F1車隊在2012年7月舉行的英國大獎賽中換上了蝙蝠俠的塗裝。

電影全新預告片在5月1日發出，片中不但可見飾演班恩的湯姆·哈迪獲黨羽破壞飛機營救外，蝙蝠俠基斯頓·比爾更駕駛蝙蝠飛機收拾被偷走的六輪迷彩蝙蝠車。
2012年7月8日，电影在洛杉矶举行了全球媒体见面会。当天还举办了该片的首轮的特别试映会，并获得了不少好评。
DVD於12月3日發行。

## 評價

### 北美
著名影评网站烂番茄（Rotten Tomatoes) 基于355个影评人的评价给予该影片87％的新鲜度，而基于访问者的评价，该片在访问者区亦有90％的好评。而在另一个主流影评网站metacritic该片基于45位主流影评人的评价而获得了78分（总体好评）。IMDB亦给出了8.4分的高分。
美國著名影評人羅傑·艾伯特給予三顆星(最高四顆)，他說：「影片開始時劇情進展緩慢而且混濁，又有太多新角色，不過結局卻非常震撼。」
几名给予该片差评的影评人在烂番茄网站上遭到影迷的大规模人身攻击和侮辱，致使网站管理人员关闭了所有电影页面的用户留言功能。

### 歐洲
每日电讯报给予该片最高分（5分）的评价，说这部电影“是一部没有超级英雄的超级英雄电影”，同时又赞赏了该片的情节以及湯姆·哈迪的演技。

### 香港
- 都市日報的熊秉文說：「《蝙蝠俠—夜神起義》由始至終，帶領着觀眾進入當中人物的處境裏，跟隨着他們的每一個步伐。是以，我們會看得肉緊非常，感同身受，百感交集。假若你認為上集已極之精采，這次絕對有過之而無不及，基斯杜化·路蘭替整個《蝙蝠俠》三部曲劃上了一個完美的句號。」[12]

- 頭條日報的祈佳仕說：「有別於近年大行其道的電腦特效電影，導演棄用「打機式」密集視覺轟炸，落力描寫主要人物的內心和背景，令他們都很立體。惟角色大多以冗長的台詞來交代身世，電影氣氛一下子放緩下來，影響了該段落的節奏，猶幸這無礙影片的整體觀賞性。」[13]

- 明報的石琪給予3夥星(最高5星)，他說：「《蝙蝠俠—夜神起義》少了奇招絕橋，回歸奇俠公式路數，談不上意外驚奇，而且片長164分鐘顯然拖長，有時甚至口水太多。但作為主流商業片也不會令人怎樣失望，因為故事、動作與特技都相當豐富。」[14]

- 蘋果日報的黃國兆說：「入場前，我不知道片長是165分鐘。散場了，我立即「回帶」，沒有一分鐘鏡頭是多餘的。這樣的導演往哪裏找！[15]《黑暗騎士：黎明昇起》就更貫串了首集《蝙蝠俠：開戰時刻》和《黑暗騎士》的人物和故事脈絡，其史詩氣派和藝術成就，可說直逼哥普拉當年的《教父》三部曲。」[16]

- 頭條日報的思慧說：「雖然已一無所有，又被打至殘廢邊緣，但一個真正男人應該是何等模樣？蝙蝠俠完美地演繹了出來。」[17]

- AM730的月巴氏說：「電影，我是完全收貨的，Christopher Nolan完美示範了怎樣駕馭一部大製作、怎樣拍出精彩的城市戰爭場面，以及怎樣把一個Superhero故事植入意涵，作為現世的隱喻——偏偏就是這一次的意涵和隱喻，令我感覺怪怪。」[18]

- 頭條日報的葉念琛說：「克里斯多福·諾蘭無疑是近年荷里活最鋒芒畢露的導演，但他也有失手的時候，新作《蝙蝠俠—夜神起義》的成績，從拍攝技巧到題材創新角度，皆不及兩部前作——《潛行凶間》和《蝙蝠侠：黑暗骑士》。《蝙蝠俠—夜神起義》的致命傷，是在說故事方法上欠缺如上集《黑暗騎士》般，爽快淋漓和扣人心弦。」[19]

### 遗产
这部电影被认为具有影响力。《每日电讯报》将其列为有史以来最伟大的电影之一。2014 年，《帝国杂志》将《黑暗骑士崛起》评选为“史上最伟大的 301 部电影”中第 72 部最伟大的电影，该名单由该杂志的读者投票选出。根据 2018 年维珍媒体对 1,000 名英国成年人的民意调查，它被评为第 8 大超级英雄电影。《Total Film》将其评为 2010 年代第 48 佳影片。Den of Geek 将其列为十年最佳影片第 61 名。《芝加哥太阳时报》的电影评论家理查德罗珀和罗康在他们的“十年最佳电影”播客中，将《黑暗骑士崛起》列为十年最佳动作片之一。 2019年，在LADbible组织的民意调查中，《蝙蝠侠：黑暗骑士崛起》被评为2010-2019十年最佳影片。《每日电讯报》的罗比·科林经常在其年度25部最佳超级英雄电影榜单中将其列为第一名。[贝恩被认为是有史以来最出色的电影反派之一   。玛丽昂·歌迪亚的表演广受好评，被认为是电影中最出色的女性反派之一   .

## 首映禮槍擊案
2012年7月20日，美国科罗拉多州奥罗拉市一名携带自动步枪的男子向当地一家电影院内正观看《黑暗騎士：黎明昇起》的观众进行扫射，至少造成12人死亡，59人受伤。该男子被警方当场逮捕。 惨案发生后，电影的发行商华纳兄弟公司表示对枪击事件感到难过，并宣布取消原定于巴黎举行的全球首映禮。
7月21日，有媒体报道称华纳兄弟公司将删除电影預告片中涉及枪支的镜头及台词，但是该消息被华纳中国分公司的负责人否定。

## 票房
到10月4日止，该片已在全球获得了近10.8亿美元的票房。

### 北美
北美方面，该电影虽在首映日遭遇枪击事件，但首周末仍获得了近1亿6100万美元的票房，超越前作《黑暗骑士》，成为首周获得票房最多的非3D电影，以及首周获得票房第三的电影。与此同时该片于首映日在北美4404家影院同时开画，成为首映开画规模第三的电影，仅次于《暮光之城：蝕》和《哈利·波特与“混血王子”》。美国次周末以6407万的成绩蝉联冠军，累积至2.89亿。第三周末以3573.7万的成绩完成三连冠。到8月12日止，该片已获得约3.89亿美元的票房，到12月13日截止票房總累積4.48億美元，但沒比前作的5.34億高。

### 國際
中國大陸方面，由于恰逢“国产电影保护月”，因此上映时间被推迟至暑期档末期的8月27日。中国电影集团和华夏电影发行有限责任公司称电影将“一刀未剪”完整呈现给观众。
电影在中國大陸首映的票房达到了近3000万人民币，打破了IMAX电影在中国大陆的單日收入记录， 首周的票房收入則超過了2.14億人民幣。 最终该片以3.5亿人民币的票房收尾，位居全年外语片第八位。
有中國大陸媒体报道，之所以《蝙蝠侠：黑暗骑士崛起》与另一部超级英雄电影《超凡蜘蛛侠》被安排在同一日（8月27日）在国内上映，是中国大陸广电总局为打压外国进口片票房而实行的恶意举措。华纳兄弟公司曾多次进行交涉，但无疾而终。另外，由于剧情有涉及中国大陸政治敏感话题的内容，因此影片在中國的宣传推广也被要求“低调处理”。
香港方面，电影首映当天票房便突破350万港元。上映四天，票房便累積了25,762,940港幣。  截止8月5号，该片已累计65,956,681港币的票房。
台灣方面，首日票房為新台幣2268萬元；首週四天票房為新台幣1.25億元；次週票房累計至新台幣2.37億元；第三週票房累計至新台幣2.94億元；第四週票房累計至新台幣3.27億元；最終全台票房為新台幣3.6億元。
| 上一届： 《冰川时代4》 | 2012年美國週末票房冠軍 第29周 第30周 第31周                                                            | 下一届： 《神鬼認證4》               |
| 上一届： 《冰川时代4》 | 2012年香港一週票房冠軍 第29週（7月16日至7月22日） 第30週（7月23日至7月29日） 第31週（7月30日至8月5日） | 下一届： 《荒失失奇兵3：歐洲逐隻捉》 |